# Молодіжний націоналістичний конгрес
Молодіжний Націоналістичний Конґрес (МНК) — всеукраїнська молодіжна громадська організація, яка діє в Україні понад 20 років. МНК засновано Іваном Гавдидою 10 лютого 2001 року з ініціативи Організації Українських Націоналістів (революційної).
На даний час це єдина організація, що працює в молодіжному середовищі відповідно до цілей і завдань, поставлених ОУН(р), з роботи з молоддю в сфері вишколу членства, захисту прав та інтересів української молоді, пропаганди ідей українського націоналізму.
Організація є спільнотою молодих людей, які вірять в майбутнє України та власними силами творять його.
МНК має багаторічний досвід діяльності у сфері державної молодіжної політики, зокрема за напрямом національно-патріотичного виховання. Організація поширює отриманий досвід та напрацьовані освітньо-виховні методики на інші молодіжні середовища, шляхом співпраці з центральними та місцевими органами виконавчої влади. З 2008 року МНК реалізовує проекти в партнерстві з Міністерством молоді та спорту України. Організація є учасницею коаліції Реанімаційний пакет реформ та членом громадської спілки «Національне українське молодіжне об'єднання» [Архівовано 23 січня 2022 у Wayback Machine.].

## Принципи і напрямки діяльності
Місія МНК: Формування генерації освічених, успішних, дієвих українців, які розбудовують державу на ідеях українського націоналізму.
«Вір і дій» — це гасло Конгресу, який об'єднує небайдужу молодь, яка з власної волі та переконань вже зараз береться за різні сфери української справи «не потоком шумних і галасливих фраз», а власними справами.
Понад 20 років Молодіжний Націоналістичний Конгрес займається вихованням генерації успішних українців, готових брати відповідальність за державу. За час діяльності організації відбулося близько 750 вишколів, загалом проведено понад 2700 заходів, в яких взяли участь 62000 осіб.
У 2020 році дослідження IREX визначило Молодіжний Конгрес однією з найбільш впливових організацій, які працюють з молоддю в соціальних мережах. Охоплення медіамайданчиків МНК за рік сягає більше мільйона користувачів. Результатом системної та надзвичайно важливої роботи є цінні кадри, які продовжують працювати для України в Організації чи в своїй сфері діяльності з цінностями українського націоналізму. Сьогодні МНК продовжує працювати із молоддю України, бере активну участь в громадсько-політичному житті держави, займається пропагандивною діяльністю.
Завдання МНК:
- залучення молоді до утвердження та розбудови Української Самостійної Соборної Держави;
- підвищення громадської та політичної активності української молоді;
- формування національної свідомості української молоді;
- захист прав та інтересів української нації;
- пропаганда ідей українського націоналізму;
- вплив на формування та реалізацію державної молодіжної політики;
- посилення національної безпеки України.

Молодіжний Націоналістичний Конгрес — мережева організація, яка залучає молодь до громадської діяльності, використовуючи для цього систему вишколу членства та діяльність в осередках МНК. Для роботи з молоддю МНК використовує різного формату проєкти регіонального та національного рівнів.
Напрямки діяльності організації:
- виховання та вишкіл молоді (всеукраїнські табори «Гурби-Антонівці» [Архівовано 9 квітня 2022 у Wayback Machine.], «Відвага ім. Івана Гавдиди» [Архівовано 28 грудня 2021 у Wayback Machine.], «Повстанська Ватра» [Архівовано 28 грудня 2021 у Wayback Machine.], навчально-практичні семінари «Курс Вільних Людей» [Архівовано 28 грудня 2021 у Wayback Machine.] та ряд регіональних таборів «Лисоня» ім. Івана Гавдиди, Лицар Честі [Архівовано 8 травня 2020 у Wayback Machine.], Стежина Нескорених, Месники ім. О. Химинця, Підпілля, Клич [Архівовано 13 травня 2022 у Wayback Machine.].
- громадсько-політична діяльність (представництво в органах державної влади, участь у Всеукраїнській мережі «Вільні Люди» та «Рух опору капітуляції»);
- міжнародна співпраця (з українськими громадами за кордоном, зокрема з «Ліга Українців Канади» [Архівовано 28 грудня 2021 у Wayback Machine.]);
- волонтерська робота (допомога бійцям АТО у рамках ініціативи «Вільні Люди»);
- пропагандистська робота (видання книг («Нація, яка не капітулює [Архівовано 28 грудня 2021 у Wayback Machine.]», «Кілька слів про національні характери», «Чому русини стали українцями», інші.), ведення інформаційних ресурсів).

## Історія
Молодіжний Націоналістичний Конгрес (МНК) створений 10 лютого 2001 року з ініціативи Організації Українських Націоналістів (революційної). Ініціатором, натхненником та опікуном («хрещеним батьком») МНК був Іван Гавдида — заступник Голови Проводу ОУН (2000—2003 рр.).

### 2001—2005 роки
Попередником МНК слід вважати команду Молодіжного Конґресу Українських Націоналістів, яка фактично являла собою в 1998—2001 роках молодіжну референтуру в складі КУН (утворену замість паралельно існуючих "Тризубу" та СУМ, котрі відійшли від платформи ОУН(б) і КУН).
25 жовтня 1998 року в Києві відбувся І Всеукраїнський Збір Молодіжного Конґресу Українських Націоналістів (МКУН). Окрім обраного тоді ж головою Віктора Рога, до складу Головного Проводу Молодіжного Конґресу ввійшли: Мороз Володимир Степанович — заступник Голови Молодіжного Конґресу (1977 року народження, уродженець м. Червоноград, випускник істфаку ЛНУ 1999 року, з 2000 року — член ревізійної комісії видавництва «Літопис УПА», з 2002 року був науковим співробітником «Центру досліджень визвольного руху» та членом керівної ради благодійного фонду «Літопис УПА»), Бойко Василь Володимирович (1970 року народження, родом з м. Бучач, випускник істфаку Тернопільського педагогічного Університету 1998 року, пізніше був заступником голови «Центру національного відродження»), Медуниця Олег — голова Сумської обласної організації, та Андрій Стасишин (1973 року народження, вчитель географії) — голова Тернопільскої обласної організації (згодом його заступник Грабовий Сергій Тарасович заснував та очолив Тернопільсьску обласну організацію МНК).
Через непорозуміння МКУН з керівництвом КУН, було вирішено реорганізувати МКУН у незалежну від КУН самостійну організацію - МНК.
10 лютого 2001 року в приміщенні Центру Духовного розвитку відбувся Установчий Збір Молодіжного Націоналістичного Конгресу, на який зібралися делегати, обрані обласними організаціями Молодіжного Конгресу Українських Націоналістів (Молодіжний Конгрес Українських Націоналістів заснований в червні 1998 року). На Установчому Зборі було затверджено Статут та обрано керівництво Молодіжного Конгресу. Головою МНК став Рог Віктор Олександрович, заступниками — Олег Медуниця та Володимир Тиліщак, головою Секретаріату — Ярослав Іляш. Головою Київської міської організації МНК став Михайло Плотніков, який уже 2003 року вийшов з неї. Активно проявив себе і перший голова Донецької обласної організації Молодіжного націоналістичного конгресу (2001—2003) журналіст Станіслав Федорчук.
Як пояснювалося на сайті МНК: «В зв'язку з тим, що керівництво КУН відійшло від лінії ОУН, молоді націоналісти, залишаючись вірними Посвяті, з метою зберегти цілісність структури, вирішили створити молодіжну громадську організацію, котра є спадкоємицею Молодіжного Конгресу Українських Націоналістів і напряму підпорядкована ОУН».
Втім, частина молодих членів КУН не захотіла переходити в МНК, а продовжувала утворювати молодіжну референтуру КУН, яку надалі почергово очолювали: в 2001—2005 роках — Ткач Володимир Михайлович (м. Тернопіль, за сумісництвом — голова Тернопільської міської організації КУН) та з 2005 року — Попович Володимир Борисович, 1984 року народження (м. Івано-Франківськ, за сумісництвом — голова Івано-Франківської міської організації КУН, пізніше перейшов у ВО «Свобода»).
З перших днів діяльності МНК активно включається у суспільно-політичну діяльність. Під час масових народних протестів акції «Україна без Кучми» затримано на декілька днів арешту 14 членів МНК. Трохи згодом на лаві підсудних опиняється Андрій Стасишин — заступник голови МНК, за участь в антикомуністичних акціях.
Велика активність МНК призводила до певних конфліктних ситуацій. Так, 13 лютого 2002 року до київського приміщення Центру Національного Відродження, де знаходяться офіси Молодіжного Націоналістичного Конгресу, організації «Самостійна Україна» та редакція газети «Шлях Перемоги», вдерлися п'ятеро нападників. Без усіляких пояснень було вчинено напад на членів Центрального Проводу МНК: Ярослава Іляша — голову Секретаріату та Олександра Богатирчука — керівника Інформцентру організації, а також на лідера Київської міської організації Молодіжного Конгресу Михайла Плотнікова. Під час нападу застосовувався нервово-паралітичний газ. В сутичці, що зав'язалась, окрім постраждалих, брали участь і отримали легкі ушкодження голова Організації Українського Національного Руху (Росія) Гуменюк Віктор Миколайович та близький до МНК політичний активіст, друг «Тихий» — координатор створеної в 2000 році організації «Самостійна Україна», один з керівників організації «Меморіал ім. В. Стуса» Неділько Сергій Вікторович (1974 року народження, був учасником захоплення в березні 2000 року центрального офісу комуністичної партії з вимогами декомунізації та знешкодження «п'ятої колони»). Організаторами нападу виступили члени організації «Тризуб» ім. С. Бандери, відомої своїми приязними стосунками з провладним блоком «Народний Рух України за єдність» на чолі з Богданом Бойком.
Через деякий час, 6 травня 2002 року голова інформцентру МНК Богатирчук Олександр Анатолійович, який займався аналітичними дослідженнями та політичним прогнозуванням, у 2001 році став засновником і редактором бюлетня МНК «Терен» (реорганізованого у 2002 році в повноцінну газету), загинув при невідомих обставинах.
У 2002—2003 роках поступово відходять від організації колишні її активісти: фінансово-господарський референт МНК Василь Бойко, голова Запорізької обласної організації МНК Олексій Алєксєєв, голова секретаріату Львівської обласної організації МНК Галина Турянська.
23 листопада 2002 року в Тернополі відбувся II Всеукраїнський Збір Молодіжного Націоналістичного Конгресу, на якому обраний новий голова Олег Медуниця. Заступниками голови обрані Гузь Ігор Володимирович та Вітвіцький Олег Іванович. Задоволено прохання Галини Турянської про вихід з Центрального Проводу МНК. Натомість до складу вищого керівного органу докооптовано авторитетного діяча молодіжного руху Закарпаття, голову Закарпатської облорганізації МНК, члена Ради Честі організації — ним став Бенчак Василь Васильович (житель містечка Тересва Тячівського району, який пізніше перейшов у партію Балоги «Єдиний центр»). На вакантне місце в складі Ради Честі рішенням ЦП МНК затверджений один з провідних діячів Молодіжного Конґресу на Харківщині, відомий публіцист, правознавець і політолог — Шипілов Леонтій Миколайович, 1977 року народження.
Табори Молодіжного Націоналістичного Конґресу проводяться регулярно з кінця 2002 року.
Зокрема, МНК ініціює протестні акції «Волинь пам'ятає!» проти спекулятивного і одностороннього висвітлення подій українсько-польського конфлікту 1943 року. Під час силових сутичок із загонами спецпризначення МВС «Беркут» було затримано декілька десятків членів МНК.
Зокрема, ще 20 червня 2003 року в с. Павлівка була затримана історико-краєзнавча експедиція «Наша Волинь», метою якої був збір свідчень та історичних фактів про події 1943 року. Декількома днями пізніше, 30 червня 2003 року керівниками новоствореної під керівництвом Івана Гавдиди «Координаційної Ради Державницьких організацій в Україні» (Центру Національного Відродження, Спілки української молоді в Україні, Братства ОУН-УПА, Педагогічного товариства ім. Григорія Ващенка, Молодіжного Націоналістичного Конгресу, Благодійного Фонду «Соборність», організації «Самостійна Україна», Українського відділення світової спілки професійних вчителів) було опубліковане звернення громадських організацій та політичних партій «Всі на Волинь!», метою якого було запобігти односторонньому вибаченню України перед Польщею з боку президента Кучми. На заклик «Всі на Волинь!» відгукнувся Молодіжний Націоналістичний Конгрес, який делегував членство з різних областей України на Волинь. 8 липня до м. Луцька до приміщення обласної філармонії почали прибувати перші групи представників громадськості на заходи з нагоди 60-ї річниці трагічних подій на Волині. Учасники табору, а це молодь з Волині, Сумщини, Запоріжжя, Києва, Рівненської та Тернопільської областей, зібралися біля обласної філармонії, де на них чекали замовлені автобуси. Одразу ж представники СБУ почали вести відеозйомку, а працівники МВС затримали автобус із представниками національно-державницьких організацій (Молодіжний Націоналістичний Конгрес, Молодий Рух, Українська Народна Партія та ін.), які мали за мету відвідати місця україно-польського протистояння 1943 року та с. Павлівку, де 11 липня мала відбутися зустріч Президентів України і Польщі. Але після втручання народного депутата від УНП Бориса Загреви конфлікт був припинений, документи повернуті водію, а автобус продовжив маршрут до місця подій.
8-11 липня 2003 року на Волині відбувся історико-краєзнавчий молодіжний мандрівний табір «Прощаниця — 2003», метою якого був збір свідчень про події 1943 року. З цією метою близько 120 учасників табору були поділені на чотири мандрівні групи, одну з яких очолив Голова МНК Олег Медуниця. Також метою табору була участь в урочистостях по відзначенню 60-ї річниці україно-польського конфлікту. Табір проходив у Локачинському та Іваничівському районах Волині.
9-10 липня 2003 року табір проходив територією Локачинського району. Молоді люди зібрали чимало матеріалів, свідчень про події буремних 40-х років, побували в селах Хорів, Риковичі, Старий та Новий Загорів та ін. Дані матеріали будуть систематизовані і опубліковані.
У ніч з 10 на 11 липня 2003 р. група членів Молодіжного Націоналістичного Конгресу в с. Переславичі за 5 км до с. Павлівка (де 11 липня зустрічалися президент України Л. Кучма та президент Польщі А. Кваснєвський) була оточена спеціальним загоном «Беркуту». Правоохоронці повідомили, що є скарги місцевого населення на те, що пропала картопля і запропонували згорнути табір і добровільно сісти в автомашини, що були приготовлені завчасно. Вранці, після відмови керівництва табору (комендант — помічник-консультант народного депутата України Бориса Загреви Сергій Годлевський) загони «Беркуту» в грубій формі почали заносити людей в автобуси. Біля 10 години ранку рух автобусів був зупинений біля села Угринів через блокування дороги народними депутатами України Борисом Загревою, Василем Червонієм, Георгієм Манчуленком та Сергієм Олексіюком, які вимагали пояснень. В результаті, учасників табору було звільнено, їхня колона вирушила на Павлівку. Але вони прибули туди вже після закінчення зустрічі Кучми та Квасневського.
У жовтні 2003 року Київська міська організація МНК долучилася до облаштування церкви при будинку Патріархії УАПЦ (м. Київ, вул. Трьохсвятительська 8а, на території Михайлівського Золотоверхого монастиря), де за участі МНК почав діяти клуб християнської молоді..
МНК стає одним із найактивніших учасників Помаранчевої революції: події в Мукачеві, провідна роль у громадській кампанії «Чиста Україна», комітеті громадянського опору «Український дім», «Студентська хвиля» та організація Добровільних Дружин Охорони Майдану.
Окрім цього, МНК започатковує у 2003 році глобальний гуманітарний проект «Свій до свого по своє»: поширено близько 3 млн примірників україномовної літератури. Головним координатором цієї акції став Ярослав Іляш.
Певну роль у цьому заході відіграли перші легально діючі структури МНК: ГО «Молодіжний націоналістичний конгрес — Тернопіль» (код ЄДРПОУ 26427747), зареєстрована 26 серпня 2003 року під керівництвом Миколи Бігуса, та Волинська обласна організація «Молодіжний націоналістичний конгрес» (код ЄДРПОУ 33273687), зареєстрована 23 липня 2004 року під керівництвом Ігоря Гузя. Разом з ним, засновниками останньої організації виступили філолог Шпак Аліна Володимирівна, яка на той момент очолювала Волинську «Молоду Просвіту», і політолог Кулик Ігор Михайлович.
Останній, будучи членом МНК, очолив громадську організацію «Студентське братство Волині»..
Також активно діяла Рівненська обласна організація МНК, яку почергово очолювали Ящук Василь Йосипович, 1975 року народження (був головою в 2001—2002 роках, далі перейшов у ВО «Свобода»), та Максименко Тарас Анатолійович (голова осередку в 2002—2005 роках, закінчив у 2005 році Рівненський економіко-гуманітарний університет за фахом учителя української мови та літератури, тоді ж перейшов у політичну партію «Народний Союз Наша Україна», де став редактором обласної партійної газети, та від вказаної партії обрався у 2006 році депутатом Рівненської облради). Зокрема, у серпні 2004 року члени Рівненської обласної організації МНК під керівництвом її голови Василя Ящука їздили до Польщі, де на цвинтарі села Чапьорне відновлювали могили вояків армії Української Народної Республіки.

### 2005—2008 роки
Лише 30 травня 2005 року Міністерство Юстиції України офіційно зареєстрував нову загальноукраїнську структуру, під назвою «Всеукраїнська молодіжна громадська організація Молодіжний Націоналістичний Конгрес», головою був зареєстрований Іляш Ярослав Еміліанович.. Також реєструє її символіку та газету «Терен». Заснований і введений в дію Націоналістичний портал [Архівовано 19 травня 2022 у Wayback Machine.], який зараз є офіційним вебсайтом ОУН (р). Офіційно ж головою МНК тоді рахувався обраний на зборах організації Олег Медуниця, Іляш очолював Секретаріат МНК, а заступниками голови МНК у 2005—2007 роках були Олег Вітвіцький і Георгій Сахнюк. На МНК на той час мав великий вплив голова молодіжної референтури КУН Василь Попович.
Реєстрації статуту МНК та утвердженню фактичного лідерства в МНК Іляша передувала спроба здійснення розколу в організації. Зокрема, 10 січня 2005 року голова Волинської обласної організації Молодіжного Націоналістичного Конгресу Ігор Гузь (за сумісництвом — також і заступник голови МНК у 2002—2005 роках) провів надзвичайну конференцію, на якій заявив про розпуск як Волинської обласної організації, так і Всеукраїнської, й навіть дав з цього приводу прес-конференцію. Ігоря Гузя підтримали конгресівці Івано-Франківщини та окремі члени Конгресу інших обласних і міських організацій. У заяві, яку вони оприлюднили, дається незадовільна оцінка діяльності Молодіжного Націоналістичного Конгресу. Причому основну увагу закцентовано на невдоволенні керівництвом організації, методами його роботи, на розбіжності поглядів щодо подальшої діяльності Конгресу. Такий жест з боку команди Ігоря Гузя, Ігоря Кулика та їх однодумців став прелюдією до створення на базі Волинської обласної організації МНК на установчих зборах 29 січня 2005 року Всеукраїнського громадського руху «Національний альянс». До цього руху перейшов і Машлай Олександр Олександрович, 1983 року народження, редактор близької до МНК газети «Правий поступ», який у 2006 році перейшов до партії «Пора» разом з Ігорем Куликом.
Щоб спростувати деякі факти, перелічені в заяві Ігоря Гузя, на Волинь приїхали голова Всеукраїнської організації МНК Олег Медуниця та його заступник, голова Тернопільської організації МНК Олег Вітвіцький. На прес-конференції, проведеній у Луцьку, Олег Медуниця запевнив, що ніякого розколу в організації немає, оскільки вихід частини членів відбувся не через ідейні переконання, а швидше за все через амбітні настрої Ігоря Гузя, який скористався своїм впливом і спробував підбурити членів МНК..
У подальшому Гузь та його заступники серед керівництва Волинської обласної організації Молодіжного Націоналістичного Конгресу — Кулик Ігор Михайлович та Шпак Аліна Володимирівна стали членами так званого «Всеукраїнського проводу» заснованого 29 січня 2005 року громадського руху «Національний альянс», який спочатку планувався, як нова націоналістична партія (але пізніше від такого наміру було вирішено відмовитися, передусім — через розпорошення команди альянсу по різних виборчих блоках під час виборчної кампанії з виборів до ВР України та в місцеві ради 2006 року). Згідно з даними офіційного сайту «Національного альянсу», головою тоді обраний Ігор Гузь, заступниками стали Аліна Шпак та Юрій Міндюк, а членами проводу стали Ігор Кулик, Володимир Антонюк, Андрій Бокоч та Олександр Машлай, всі — колишні члени МНК.. Згодом, після вибуття з «Всеукраїнського проводу» наприкінці 2005 р. — на початку 2006 р. Кулика та Машлая (через перехід у партію «Пора»), а також Міндюка (через перехід останнього у партію «Наша Україна»), їх замінили Руслан Лебідь, Тетяна Сергійчук, та Павло Данильчук, також колишні члени МНК.
Також у 2005 році з МНК вийшли ще двоє членів Центрального проводу: голова Рівненської обласної організації МНК Максименко Тарас Анатолійович (1982 року народження), та голова Тернопільської міської організації МНК Бігус Микола Богданович (1982 року народження), які пізніше створили свої громадські організації. При цьому, продовжували активно діяти як тернопільський осередок МНК, так і Рівненська обласна організація МНК, яку почергово очолювали Давидюк Тарас Дмитрович, 1986 року народження (у 2005—2009 роках, далі перейшов у ВО «Свобода»), Сидорець Олексій Миколайович (1989 року народження, випускник Острозької академії 2012 року) та Гольберт Юлія Миколаївна (1992 року народження, керівник осередку в 2010—2014 р.).
Загалом, наслідки розколу в МНК невдовзі було успішно подолано.
На III Всеукраїнському Зборі МНК 19 березня 2005 року в м. Коломия замість вибулих членів обрано новий склад Центрального проводу організації, до якого, крім голови та двох заступників голови, увійшли також Якименко Рустамі Мурадійович (1977 року народження, уродженець Північної Осетії, з 1993 року мешканець України, випускник Глухівського державного педагогічного інституту), Клименко Андрій Ростиславович (1984 року народження, уродженець м. Феодосія, випускник правничого факультету Національного Університету «Києво-Могилянська академія») та Макаренко Павло Дмитрович (1985 року народження, родом з Луганська, випускник Національної Юридичної Академії України ім. Я. Мудрого).
Як і МНК, так і «Національний альянс» спочатку планувалися, як нові повноцінні націоналістичні партії під керівництвом активних учасників «помаранчевої революції» 2004 року (але пізніше від такого наміру було вирішено відмовитися, передусім — через розпорошення команди провідників як МНК, так і «Національного альянсу» по різних виборчих блоках, під час виборчної кампанії з виборів до ВР України та в місцеві ради 2006 року).
Лише 16 квітня 2007 року була остаточно сформована та зареєстрована Волинська обласна організація «Національний альянс», знята з обліку 8 липня 2015 року, головою був Ігор Гузь. Основу її було складено колишніми активістами Волинського обласного осередку МНК, який на початку 2005 року розпався через конфлікт між Ігорем Гузем та Ярославом Іляшем, новим лідером МНК. Але згодом частина прихильників Гузя почала повертатися до МНК, тому що діючий головним чином у Волинській та Рівненській областях «Національний альянс», хоча й запозичив багато методів роботи, програми вишколів, таборувань та інше від МНК, але все ж показав свою нежиттєздатність.
Новим головою Волинської обласної організації МНК у 2005 році став Олександр Скиба, який у 2006 та 2010 роках балотувався у Луцьку міську раду від блоку партії Конгрес українських націоналістів, а пізніше перейшов до «Свободи». До нього приєдналася та частина волинських активістів МНК, яка побажала залишатися у складі МНК, а не бути учасниками незалежної волинської структури Гузя-Кулика. Ця група націоналістів у Луцьку вже 8 квітня 2008 року зареєструвала нову громадську організацію — "Волинський обласний осередок Всеукраїнської молодіжної громадської організації «Молодіжний Націоналістичний Конгрес». Головою був обраний член КУН Скиба Олександр Володимирович (1979 року народження, мешканець Луцька, працівник ТзОВ «Пако-холдинг»), заступниками стали художниця та фольклористка Сардак Ірина Вікторівна (1986 року народження, уродженка м. Ківерці), історик-краєзнавець Антонюк Ярослав Миколайович (1981 року народження, уродженець с. Купичів Турійського району), юристка Лошак Віта Віталіївна (1985 року народження, уродженка м. Луцьк), філолог Прокопчук Оксана Олександрівна (1984 року народження, родом з м. Ратне). Лошак та Прокопчук також зареєстрували у 2005 р. Луцьку міську молодіжну ГО «Фундація регіональних ініціатив», філію однойменної всеукраїнської молодіжної громадської організації, Лошак стала її головою.
Але вже у 2012 році Скиба згаданий, як кандидат від ВО «Свобода», хоча при цьому залишався членом МНК. З 2014 року Скиба згаданий, як комбатант Волинського відділення Добровольчого підрозділу — легіону «Свобода».
Іляш та Кузан згодом гостро розкритикували діяльність Гузя. За словами Кузана (Газета «Терен», 2012, № 32): «При цьому саме свідчення Гузя проти соратника по опозиції Андрія Шкіля лягли в основу обвинувального висновку хлопцям з УНСО по справі 9 березня 2001 року, на підставі якого вони отримали від 2-х до 5-ти років ув'язнення»..
З перемогою Помаранчевої революції, 2005 року і в подальшому більшість чільних представників МНК стають державними службовцями (Олег Медуниця — заступник голови Сумської ОДА, у 2012 та 2014 роках — народний депутат України, Олег Вітвіцький — заступник голови Тернопільської облради).
МНК стає одним із найактивніших учасників проведення Маршу УПА, відбуваються силові сутички із представниками російських проімперських організацій та Євразійського Союзу Молоді (ЄСМ). Активно включається до втілення програми «Правда про УПА», як на всеукраїнському, так і на регіональному рівнях. Організовують акції проти сепаратизму в східних областях України. Видано юридичний посібник по запобіганню введення російської мови регіональної.
У 2006 році виникали конфлікти МНК з представниками ПСПУ (Вітренко). Зокрема, 26 лютого 2006 року Блоком Наталії Вітренко «Народна опозиція» (Прогресивної соціалістичної партії України та Партії «Русько-Український союз»), на центральній площі міста Суми проводився мітинг як захід передвиборної агітації. Як вбачається з відеоматеріалів, наданих суб'єктом звернення до Центрвиборчкому, під час зазначеного мітингу на площі знаходилися особи з прапорами та символікою «Так!», Молодіжного націоналістичного конгресу ОУН-УПА та Блоку Наталії Вітренко «Народна опозиція», деякі особи тримали мітли та інші предмети, які кидали в сторону Вітренко. Із зазначених матеріалів вбачається, що з боку обох сторін лунали образливі висловлювання та вчинялися дії, які мають ознаки злочинів. Як доказ вчинення оскаржуваних дій саме суб'єктом оскарження до скарги було додано роздруківку з Інтернет-сайта, яка містить інформацію, що голова сумської обласної організації Молодіжного націоналістичного конгресу Володимир Неласий так прокоментував зазначені події: «Акцією ми показали, що Вітренко в Сумах не люблять і не чекають». Скаргу Блоку Наталії Вітренко «Народна опозиція» на дії Молодіжного націоналістичного конгресу було вирішено задовольнити частково..
Далі МНК проводить у вересні 2006 року силову акцію з повернення прихожанам УПЦ КП Катерининської церкви міста Чернігова, що була передана 5 квітня 2006 року для УПЦ Київського патріархату, але вже у червні 2006 року захоплена представниками російського козацтва та ПСПУ (Вітренко), а також прихильниками афільованого з УПЦ-МП священика Олександра Лєдового.. Під час однієї з акцій було заарештовано 33 члени МНК. Всього ж акції проводилися регулярно у 2006—2009 роках, доки Катерининська церква в умовах продовження судового процесу за нею між УПЦ-МП та УПЦ-КП стояла опечатаною, але у 2009 році все ж була закріплена за УПЦ-КП. Порушено, а потім скасовано чотири кримінальні справи, заведені проти членів МНК. Учасники акцій були представлені до нагородження подячними грамотами та орденом від Патріарха Філарета.
Налагоджено співпрацю в проведенні вишкільних таборів та благодійних акцій «Українська книга — Донеччині і Криму» з Лігою Українців Канади (ЛУК) [Архівовано 1 квітня 2022 у Wayback Machine.], З'єднаним Україно-Американським Допомоговим Комітетом (ЗУДАК) і Союзом Українців у Великій Британії (СУБ).

### 2008—2010 роки
У 2007 році знову змінилося керівництво МНК.
На IV Всеукраїнському Зборі МНК 10 лютого 2007 року новим головою МНК обраний Ярослав Іляш. Заступниками голови МНК стали Клименко Андрій Ростиславович (м. Київ, до того часу — голова Інформаційного центру МНК) і Неласий Володимир Олександрович (1980 року народження, мешканець м. Суми, один з лідерів місцевого осередку Спілки української молоді). Головою Секретаріату МНК обраний Рустамі Якименко, а членами Центрального проводу стали Резніченко Олександр Петрович (1985 року народження, випускник Київського національного університету технологій та дизайну). Стойняк Ірина Володимирівна (1984 року народження, жителька м. Суми, завідуюча екскурсійно-краєзнавчим відділом Сумського обласного центру позашкільної освіти та роботи з талановитою молоддю, з 2004 р. заступниця голови правління «Ґендерної агенції консультації та інформації»), та Слободянюк Олексій Сергійович (1981 року народження, голова Харківського осередку МНК).
МНК втілює ряд проектів з роботи в сфері державної молодіжної політики. До профільних комісій при ОДА у 7 регіонах увійшли представники МНК. За участі МНК розроблено «Державну Доктрину молодіжної політики 2009—2015 років». Виконує спільну з Міністерством молоді державну програму з проведення всеукраїнських конференцій та практичних семінарів з табірництва, мандрівництва та самовиживання для молодіжних громадських і патріотичних організацій.
Бере активну участь в акції «Один народ — одна Україна» в Сєвєродонецьку проти сепаратистських дій окремих політичних сил та штучного мовного питання.
Організація стає засновником Національного Комітету «Молодіжна Варта: молодь за вами спостерігає!», у рамках якого протягом наступних років впроваджує програму «Суспільство та армія» та проводить акції щодо соціального захисту молоді «Владо! Виконуй обіцяне!».
7 лютого 2009 року поблизу міста Суми відбувся V Всеукраїнський Збір Молодіжного Націоналістичного Конгресу. На посаду голови організації було одноголосно обрано на другий термін Ярослава Іляша. Його заступниками стали Іван Кішка (Київ) і Сергій Кузан (Харків). Також до складу проводу увійшли жителька м. Суми Лучанінова Наталія Миколаївна (пізніше долучилася до партії «За Україну»), директор пейнтбольного клубу Яремко Богдан Іванович (Тернопіль, у 2019 р. заснував обласний осередок партії «Голос»), Балабко Максим Олександрович (1984 року народження, мешканець м. Київ, з 2007 року належав до ВО «Свобода»), Бень Андрій Ігорович (м. Львів, голова ГО «Твереза Галичина»), Катерина Аврамчук (Київ) та Якименко Рустамі (Київ), який одночасно обіймав і посаду Голови Секретаріату МНК. Уродженець м. Глухів Сумської області, колишній активіст Спілки української молоді (СУМ) Сумщини, журналіст і політолог Фурс Ярослав Євгенович повторно обраний головою Ради честі МНК. До її складу увійшли Андрій Клименко (Київ), Олександр Вовк (Суми), Олександр Скиба (Луцьк) та Олександр Резніченко (Київ)..
МНК стає одним з ініціаторів і організаторів «Антитабачної кампанії» та молодіжного руху «Спротив», спрямованих проти українофобської політики влади.
Молодіжний Націоналістичний Конгрес увійшов в ТОП-10 молодіжних громадських організацій України за версією інформаційного ресурсу StudNews (на голосування висувалось понад 30 найвпливовіших молодіжних громадських організацій).

### 2010—2014 роки
5 лютого 2011 року 6-ий Всеукраїнський Збір обрав нове керівництво Молодіжного Націоналістичного Конгресу. Головою організації одноголосно був обраний Кузан Сергій Васильович (раніше — голова Харківського обласного осередку МНК), який до цього часу обіймав посаду заступника. Його заступниками стали Андрій Бень (Львів) та Богдан Яремко (Тернопіль). Головою Секретаріату обрана Аврамчук Катерина Сергіївна (Київ), яка пізніше очолила київське видавництво «Даринка». До складу Центрального Проводу МНК увійшли Іван Кішка (Київ), Рустамі Якименко (Київ) та Дмитро Жмайло (Полтава). Так само суттєво було оновлено і склад Ради Честі. Головою було обрано Олександра Скибу (Волинь). До її складу увійшли викладач Львівського національного університету Соломія Фаріон (Львів), Максим Балабко (Київ), Олександр Вовк (Суми) та Олексій Слободянюк (Харків).
МНК остає учасником коаліції громадських організацій «За вільну від тютюнового диму Україну». Ініціюється збір коштів на встановлення пам'ятника учаснику Карпатської Січі, довголітньому члену ОУН(б) Михайлу Петричку.
МНК разом із ГІ «Оновлення країни» організовують всеукраїнський конкурс агітаційної продукції проти діючої влади «Жодного голосу владі!».
МНК ініціює збір підписів під петицією до ФАРЕ з вимогою виключити з переліку образливих та дискримінаційних символів прапор ОУН-УПА, зображення С.Бандери та Р.Шухевича.
Започатковується всеукраїнська кампанія «Присяга воїна УПА». До заходу долучається молодь з 10 міст України, а також з діаспори.
9 лютого 2013 року в Полтаві відбувся VII Всеукраїнський Збір Молодіжного націоналістичного конгресу Головою організації одноголосно було обрано Сергія Кузана, що свідчить про довіру членства та якісну роботу на цій посаді в попередній каденції. Його заступниками стали Віталій Вовк (Тернопіль) та Фаріон Соломія (Львів), Головою Секретаріату обрали Івана Кішку. До складу Центрального Проводу увійшли також Андрій Бень (Львів), Іван Ковалик (Тернопіль) та Олександр Резнік (Полтава). До складу Ради Честі увійшли Дацків Павло (Львів), Кізюк Іван (Тернопіль), Балабко Максим (Київ) та Омельченко Олександр (Харків) на чолі з новообраним Головою Ради Честі Дмитром Жмайлом (Полтава).
Долучилися до створення кампанії «Євронаступ». З початком Революції Гідності організовують на Європейські площі точку підтримки мітингувальників.
МНК разом із Євронаступом та Пластом формують загони народної міліції, пізніше вони трансформуються в Самооборону Майдану. На початку грудня МНК створює 14 сотню Самооборону Майдану «Вільні люди». МНКівці у складі 14-ї сотні Самооборони, активно беруть участь у подіях на Майдані. Члена МНК, бійця 14-ї сотні Івана Кізюка, викрадено. Пізніше його буде знайдено у відділку міліції зі звинуваченням у тероризмі.
З початком російсько-української війни МНКівці мобілізуються до батальйонів. Зокрема, до батальйону «Миротворець» долучився тогочасний голова Рівненського обласного осередку МНК і «Пласту» Давидюк Тарас Дмитрович. Заступником командира з виховної роботи 2-го батальйону при Національній Гвардії стає голова Сумського МНК Бойко Олександр Миколайович, якого було поранено уламком міни. Голова Волинського обласного осередку МНК Скиба Олександр Володимирович (1979 року народження, мешканець Луцька) у 2014—2015 роках згадується, як старший лейтенант 51-ї Окремої механізованої бригади, а починав свою службу в зоні АТО, як комбатант Волинського відділення Добровольчого підрозділу — легіону «Свобода».
Також відомим, як доброволець батальйону «Київ-2», став Якименко Рустамі Мурадійович, наполовину осетин за національністю, мусульманин, який залишився почесним членом МНК. Учасником АТО став і голова Тернопільського обласного осередку МНК Дубовий Василь Ігорович.
МНКівці створюють волонтерську мережу «Вільні люди» для допомоги воїнам АТО.
Деякі активні в минулому діячі МНК долучилися до новоствореного восени 2013 року «Правого сектору», та зайняли у ньому керівні посади.
У найбільших містах проводяться семінари для громадських активістів «Вільні люди: Курс  молодого бандерівця» (пізніше — назву змінено на «Курс Вільних Людей»).

### 2015—2016 роки
У лютому 2015 року у Львові відбувся VIII Всеукраїнський Збір Молодіжного Націоналістичного Конгресу, новообраним головою Молодіжного Націоналістичного Конгресу став Іван Кішка, головою секретаріату — Соломія Фаріон, а головою Ради Честі — Андрій Бень.
Один із напрямків роботи МНК — міжнародна співпраця та розбудова співпраці з націоналістичними організаціями Балтії, а також українцями діаспори в США та Канаді.
Організовує спільно з Інститутом національної пам'яті громадську кампанію з декомунізації. Також МНК долучається до роботи штабу гри «Джура», зокрема взяли участь в підготовці виховників та проведенні Всеукраїнського етапу військово-патріотичної гри «Джура-2016: Хаджибейська Січ».
МНК активно долучається до реформування на державному рівні: входить у молодіжну ініціативу «Реанімаційний пакет реформ», міжвідомчу комісію з національно-патріотичного виховання при Кабінеті Міністрів України, Громадську Раду при Міністерстві молоді та спорту України, долучається до реформування закладів оздоровлення і відпочинку дітей при Міністерстві соціальної політики України.
Реалізує проект «Таборовий сезон» та організовує семінари з громадської активності «Курс Вільних Людей».
Відіграє ключову роль у діяльності всеукраїнської мережі «Вільні Люди», що займається деокупацією України в економічній, інформаційній, культурній сферах, а також протидією сепаратизму та реваншизму.
Активно виступає на міжнародні арені: делегація МНК взяла участь у Світовому форумі українців та Форумі української молоді діаспори, а також у Всесвітньому конгресі кримських татар та форум, присвяченого порушенням прав людини в Криму; у зустрічі з членами «Литовського націоналістичного молодіжного союзу» щодо співпраці з допомоги українським військовим.

### 2016—2018 роки
18 лютого 2017 року на IX Всеукраїнському Зборі МНК обрано нове керівництво організації. Зокрема, головою стала Фаріон Соломія Ярославівна.
Одним із напрямків роботи МНК залишається формування дієвої генерації українців на засадах українського націоналізму. В 2016 році активно розпрацьовується і запускається в дію проект «Курс Вільних Людей». Він включає лекції, табори «Курс Молодого Бандерівця», та семінари. До «Курсу Молодого Бандерівця» входять регіональні табори: Лицар Чести, Лисоня, Нащадки Героїв, Підпілля.
Курс Вільних Людей (англ. Free People Course) — платформа об'єднання дієвих патріотів — включає в себе цикл заходів неформальної освіти для молоді, яка прагне кращого майбутнього для своєї держави та готова докласти для цього власних зусиль. Учасниками таборів можуть стати всі молоді люди віком 15-22 років, яких цікавлять ідеї патріотизму, подобається вчитися та здобувати нові навички, які готові застосовувати їх для створення кращого майбутнього для України.
МНК долучається до Національної Ініціативи «Стоп Реванш» [Архівовано 4 грудня 2018 у Wayback Machine.], метою якого є протидія проросійським політикам та «рупорам Кремля», телеканалам Інтер, 112, NewsOne, Zik.
Протягом 2017—2018 років членами Молодіжного Націоналістичного Конгресу було проведено 274 заходи під час яких залучено 17 697 молодих людей до розвитку актуальних українських тем.
Про зовнішні контакти МНК його лідер Соломія Фаріон розповіла наступне: «Як учасники громадської ради при посольстві США працюємо над налагодженням співпраці між Україною та США. Корисним тут є не лише втілені проекти, але й можливість донести українську націоналістичну позицію до дипломатів та працівників міжнародних установ, розвінчати стереотипи, які існують щодо націоналізму. Також активно співпрацюємо із молодими націоналістами Литви, Латвії та Естонії — проводили наради, спільні проекти по допомозі українським військовим, обмінювались досвідом щодо молодіжних проектів»..

## Видавнича діяльність
Вже після здобуття Україною незалежності редакції журналу «Визвольний шлях» та газети «Шлях перемоги» переміщуються в Україну. І в 1996 р. за участі чільних представників ОУН з України, Німеччини та Великобританії засновується в Києві «Українська Видавнича Спілка», яка 2006 року реорганізувалася. Замість неї новий директор Макар Максим Миронович у 2006 р. зареєстрував ТОВ «Українська Видавнича Спілка імені Юрія Липи»; другим співзасновником став Бойко Василь Володимирович — представник Центру Національного Відродження ім. Степана Бандери.
Починаючи з 2001 року, у Києві видавалася газета МНК «Гроно», яку редагував Віктор Рог (початово газета «Гроно» була друкованим органом Спілки української молоді Сумщини з 1990-х років).
У 2004—2005 роках Волинська обласна організація МНК видавала в м. Луцьк газету «Правий поступ», яку редагували Оксана Прокопчук та Олександр Машлай. Також видавався з 2001 року бюлетень спочатку Волинського осередку Молодіжного КУН, а з кінця 2002 року МНК «Наш клич». Але у 2005 році Волинська обласна організація МНК розпалася, через це видавничу діяльність у регіоні було згорнуто, а тодішні редактори видання «Правий поступ» — Машлай і Богачевська Ольга Володимирівна перейшли до «Національного альянсу».
З 2005 року в Києві видається всеукраїнська газета МНК «Терен-Україна», головним редактором якої був Іляш Ярослав Еміліанович; перед тим, у 2001—2003 роках видавалася газета «Терен», засновником якої став голова інформаційної референтури МНК Олександр Богатирчук.
Також Тернопільська обласна організація МНК видавала газету «Терен-Тернопіль».
2016 року засновано видавництво «Українська Видавнича Справа» (УВС), яке очолював у 2016—2019 роках до своєї смерті член МНК Іляш Ярослав Еміліанович. Після його смерті, новим директором видавництва став колишній голова МНК Рог Віктор Олександрович.
З 2009 р. керівники видавництва ТОВ «Українська Видавнича Спілка імені Юрія Липи» були змушені припинити випуск «Визвольного Шляху» через економічну ситуацію. Натомість почали адмініструвати і видавати журнал Спілки Української Молоді «Крилаті».

## Символіка
Емблемою МНК є символ, що складається з кількох елементів:
- чорний хрест символізує традиціоналізм і вірність християнським ідеалам
- перехрещені мечі символізують спадкоємність боротьби і готовність стати до боротьби за Ідею Нації
- голова міфічної тварини («донцовський звір») символізує шляхетність лева, хоробрість вовка і непіддатливість їжака

Поєднання червоної, чорної та білої барв є органічним і традиційним для української геральдики взагалі і для українського націоналізму зокрема.
Червоний колір — колір свободи. Символізує червону українську кров, пролиту за свободу Нації. Чорний колір символізує українську чорну землю, нашу прив'язаність до рідного ґрунту. Білий колір символізує посвяту і чистоту нашої Ідеї.
Прапор МНК — червоно-чорне полотнище — прапор Організації Українських Націоналістів (революційної) і організованого націоналістичного руху в цілому — в центрі якого розташовано емблему Молодіжного Конґресу.
Молодіжний Націоналістичний Конґрес також вшановує емблему Організації Українських Націоналістів (революційної), прапор Організації Українських Націоналістів (революційної).

## Керівництво
- 10 лютого 2001 — листопад 2002 — Віктор Рог
- листопад 2002 — лютий 2007 — Олег Медуниця, юридично — до травня 2005 року (до часу реєстрації).
- лютий 2007 — лютий 2011 — Ярослав Іляш
- лютий 2011 — лютий 2015 — Сергій Кузан
- лютий 2015 — лютий 2017 — Кішка Іван Васильович
- лютий 2017 — лютий 2021 — Фаріон Соломія Ярославівна
- лютий 2021 — Репік Сергій Ігорович, 1994 року народження, раніше працював менеджером з продаж видавництва Віктора Рога «Українська видавнича справа»[25].

Заступниками голови стали Луців Станіслав Михайлович (секретар-референт), та Панькевич Василь Іванович (голова секретаріату). На початку 2022 року призначені ще два заступника голови МНК: Данило Шепінько та Софія Любінець..
Член Центрального проводу МНК та голова Тернопільської організації МНК Василь-Яків Капустинський був убитий 2 лютого 2023 року поблизу м. Кремінна на Луганщині.